# Stanwell Park
Stanwell Park ist ein kleiner Küstenort im Norden des Verwaltungsbezirks Wollongong City der Illawarra-Region in Australien. Es liegt eingepfercht zwischen dem Steilhang des Illawarra Escarpments und der Tasmansee des Pazifischen Ozeans. Von der Weltmetropole Sydney trennt es nur der Royal National Park und ist somit umgeben von reiner Natur. Stanwell Park hat etwa 1700 Einwohner.

## Geschichte

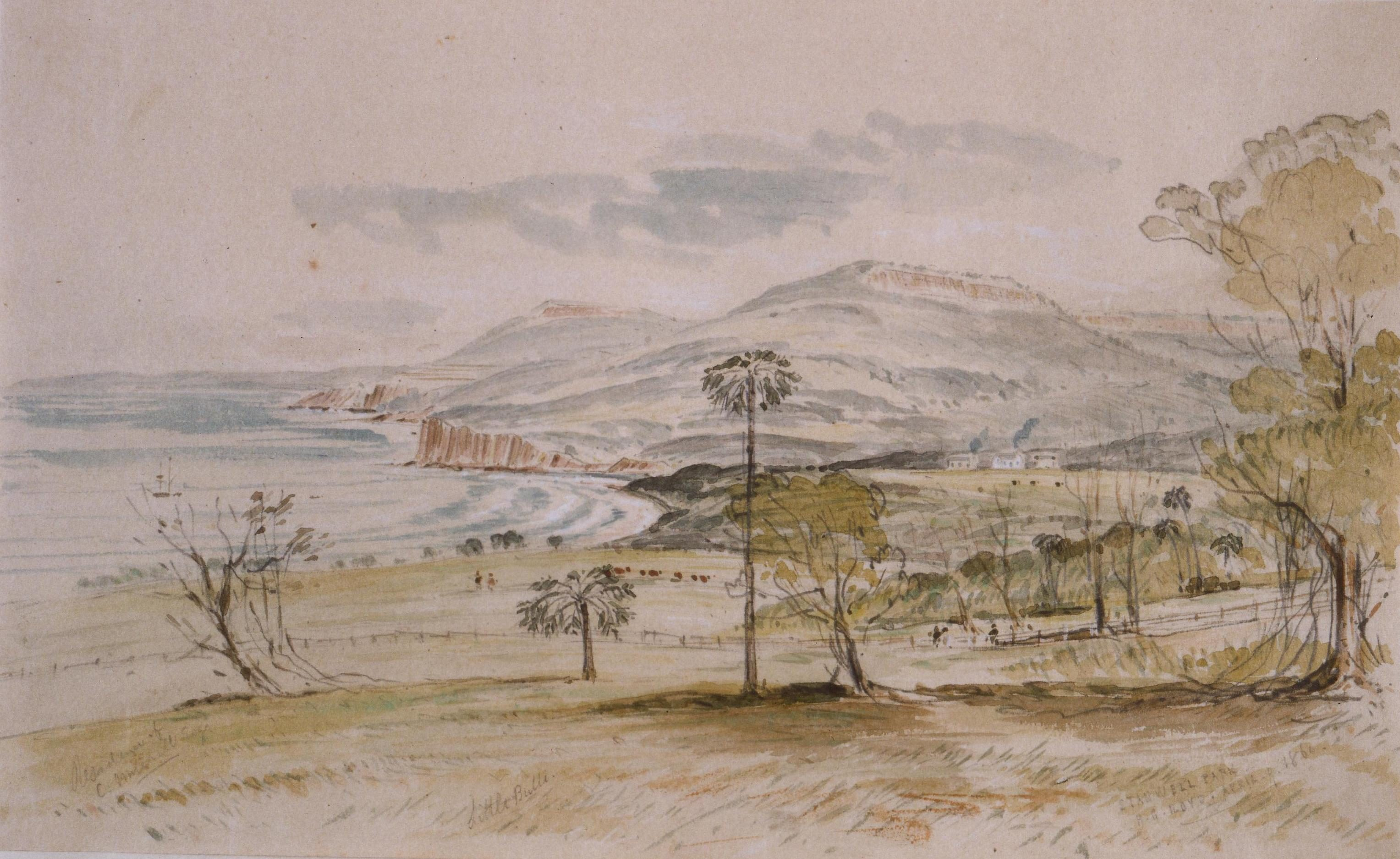
Das erstbekannte Gemälde von Stanwell Park, gefertigt von Henry Grant Lloyd, 1860. (Mit freundlicher Genehmigung der Mitchell Library)

Stanwell Park war der Name einer Farm auf dem Land, das 1824 Matthew John Gibbons gewährt wurde. Ihm wurde der Großteil des Gebietes von Little Bulli übertragen, das das heutige Stanwell Park und den Nachbarort Coalcliff umfasste. Der gesamte Norden des Illawarra war unter dem Aboriginenamen Bulli bekannt was so viel wie Anstieg bedeutet, dem einzigen was einem in dem engen Küstenstreifen und den Einbuchtungen des nördlichen Illawarra zu tun bleibt. Bulli ist heute noch der Name eines Illawarra-Ortes weiter südlich von Stanwell Park.
Das Gebiet war ursprünglich durch die Wadi Wadi Aboriginalgruppe besiedelt. Erstmals von Europäern wurde es in einer abenteuerlichen Reise dreier Schiffbrüchiger hunderter Meilen entlang der Küste durchwandert, die dann in Wattamolla weiter nördlich im heutigen Royal-Nationalpark gerettet wurden. Zwei der Gefährten gelang es nicht die Coal Cliffs bei der heutigen Sea Cliff Bridge zu überwinden. Sie wurden anscheinend ermordet, ihre Überreste wurden durch den Forschungsreisenden George Bass gefunden, der auch erstmals über den reichen, in den Klippen offenliegenden Kohleflöz berichtete.
Als Verwalter für seine Farm in Stanwell Park stellte Mr Gibbons den ehemaligen Strafgefangenen John Paid ein. Dieser benutzte jedoch das abgelegene Tal als Versteck und Basispunkt für seine Bande Gesetzloser. Er nahm den Namen Woloo Jack an. Seine Gang terrorisierte die Gegend von Bargo bis Liverpool, bis die gesamte Bande 1829 am Galgen endete.
Die Gegend, die sich aufgrund ihrer Topographie und den Windverhältnissen gut für Gleitflüge eignete, war in den 1890er Jahren Wohnort und Experimentiergelände von Lawrence Hargrave, der dort als erster Australier 1894 mit einem von ihm entwickelten Kastendrachen abhob. Auf dem Bald Hill ist heute eine Straße nach ihm benannt, die zu einer Gedenkstätte an den Erfinder führt.

## Aktivitäten
Stanwell Park bietet einen schönen Strand und einen der ältesten Rettungssportclubs der Welt, den Helensburgh-Stanwell Park Surf Life Saving Club, gegründet 1908. Letzterer sichert die Strandwache an Wochenenden und Feiertagen und führt zahlreiche Aktivitäten wie Nippers und Winterschwimmen durch.

## Zugang
Der Ort ist mit der CityRail-Eisenbahn von Sydney und Wollongong aus erreichbar. Per Straße fährt man von Norden den steilen Hang des Bald Hill hinab oder erreicht Stanwell Park von Süden über die Sea Cliff Bridge entlang der Küste.